# Међународна година културе и мира
Међународна година културе и мира (енгл. International Year for the Culture of Peace) је 2000. година, по одлуци Генералне скупштине Уједињених нација.

## Историјат
Међународне године Уједињених нација, почевши од Светске године избеглица 1959—1960, одређују се како би се светска пажња усмерила на важна питања. Међународна година културе и мира је проглашена резолуцијом Генералне скупштине Уједињених нација 1997. године на основу резолуције Економског и социјалног савета Уједињених нација. Генерална скупштина је позвала Унеско на Декларацију и Програм акције и усвојила га након десет месеци преговора.
У оквиру Секретаријата Унеска у Паризу, од 1998. до 2000. године, установљена је посебна Међународна радна група за културу и мир са циљем координације активности. Чланови Радне групе су били Дејвид Адамс, председавајући, Енцо Фацино, Кетрин Стосел, Ди Бретертон, Зејнеп Вароглу и Јан Висер. Иницијативе су укључивале прикупљање око седамдесет и пет милиона потписа широм света за подршку културе и мира, са пројектом Manifesto 2000. Друга иницијатива је била Culture of Peace News Network, позната као CPNN, новинска служба заснована на интернету која извештава о вестима у знак подршке култури и мира.
Рад на подршци и подстицању културе и мира је настављен кроз Међународну декаду за културе мира и ненасиља за децом.